# Bob Larkin
Pour les articles homonymes, voir Larkin.
Compléments
Doc Savage
Bob Larkin  (né le 10 juillet 1949) est un dessinateur et illustrateur de comics américain.

## Publications
- Dazzler #1 (Marvel comics)
- Vampirella (Warren Publishing)
- Doc Savage
- The Incredible Hulk 1978 (Fireside Books /Marvel)
- Crazy Magazine #43 (Marvel comics)
- Superman and Spider-Man #1, 1981 (DC Comics/Marvel Comics)
- JAWS 2 (Marvel Comics)
- X-Men (Marvel Comics)
- Planet of the Apes #1-4 (Marvel Comics)
- The Mighty Marvel Pin-Up Book (1978)
- The Fantastic Four (1979)
- The Amazing Spider-Man (1979)
- The Deadly Hands of Kung Fu (Shang-Chi)
- Doctor Strange: Master of the Mystic Arts (1979)
- Marvel Preview
- The Saga of Crystar
- World Wrestling Entertainment (merchandising art)
- Savage Sword of Conan Conan le barbare (Curtis Magazines)
- Conan Saga Vol 1 #38, 43, 45, 67, 77, 90 (Marvel Comics)
- Conan, The Ravagers out of Time (Marvel Comics)
- The Savage Art of Bob Larkin, vol. I, 2009 (SQP, Inc.)
- Spider-Man "Parallel Lives
- Marvel Comics Super Special :
  - Close Encounters of the Third Kind #3 1978
  - Kiss #5 1978
  - Battlestar Galactica #8 1978
  - Star Trek: The Motion Picture #15 1979
  - The Empire Strikes Back #16 1980
  - Conan the Barbarian #21 1982